# Lac de Cleuson

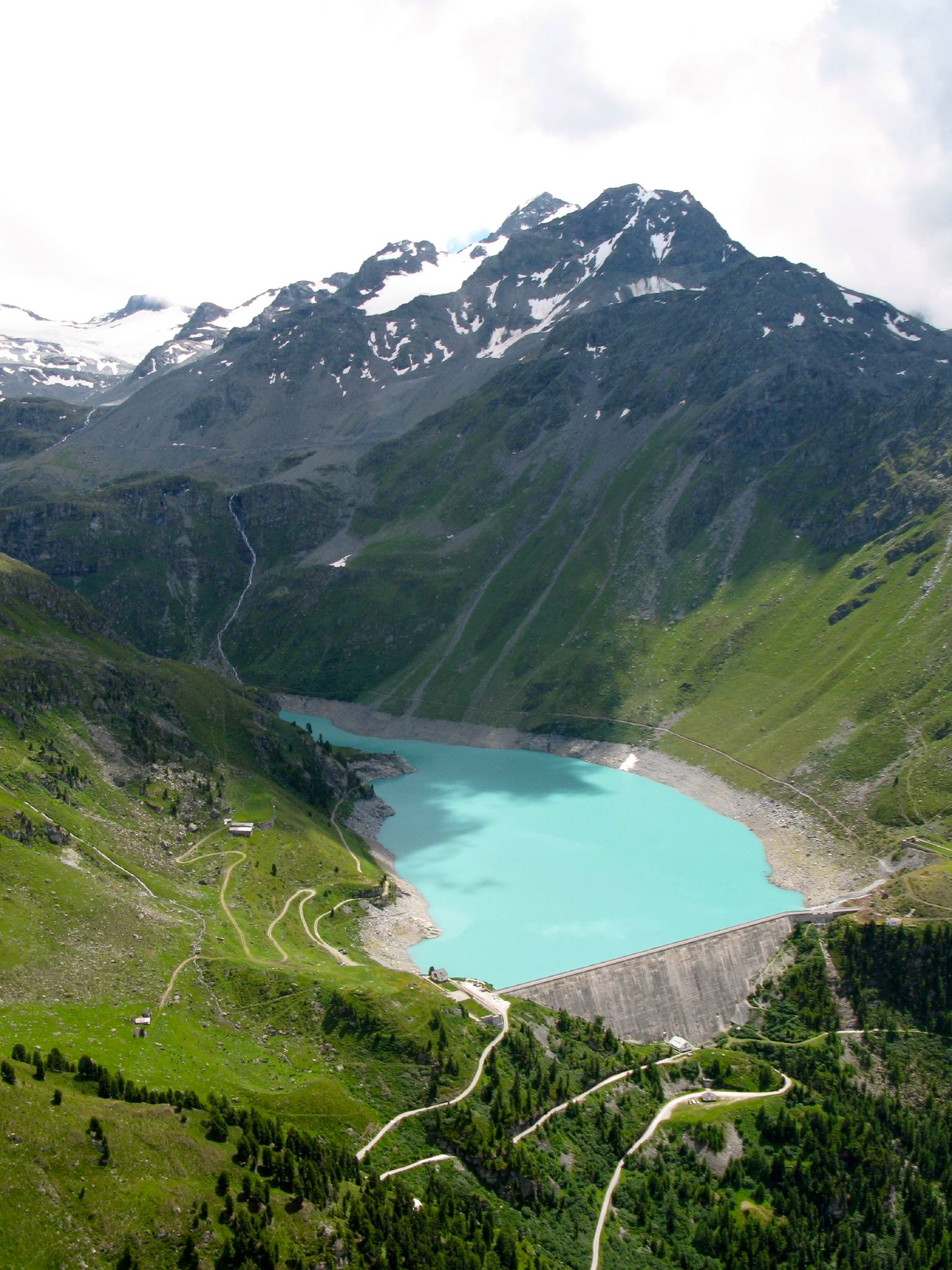
Jezioro Cleuson

Lac de Cleuson (Jezioro Cleuson) – sztuczny zbiornik wodny w Alpach Pennińskich w Szwajcarii, powstały dzięki budowie zapory wodnej Cleuson.

## Położenie
Jezioro powstało w górnej części doliny Nendaz, opadającej w kierunku północnym spod szczytów Grand Mont Calme (3204 m n.p.m.), La Rosablanche (3335 m n.p.m.) i Mont Fort (3147 m n.p.m.). Zajęło większą część dawnej hali pasterskiej, zwanej Cleuson. Nazwa pochodzi od francuskiego słowa la cluse (z łac. clusa), oznaczającego "wąskie przejście, przesmyk" – tu najwęższą część doliny, w której zbudowano zaporę.

## Charakterystyka
Maksymalna wysokość położenia lustra wody w zbiorniku wynosi 2186,5 m n.p.m. i zmienia się w dość szerokim zakresie w związku z zapotrzebowaniem na pobór wody dla celów energetycznych. Powierzchnia zbiornika wynosi ok. 0,5 km², a maksymalna objętość zgromadzonej w nim wody 20 mln m³. Stoki otaczające zbiornik są strome. Zbiornik zasila potok La Printse, spływający spod wymienionych wyżej szczytów.

## Znaczenie turystyczne
Otoczenie zbiornika jest atrakcyjne krajobrazowo. Ze względu na przeznaczenie, strome brzegi i wahania poziomu wody sam zbiornik nie jest udostępniony do żadnej formy wykorzystania rekreacyjnego, jednak prowadząca wokół niego droga (ścieżka) jest interesująca i uczęszczana przez turystów. Podziwiana jest zwłaszcza zmienna barwa wody w zbiorniku w zależności od pory dnia i oświetlenia. Wygodny dojazd samochodem możliwy jest do Siviez (przysiółek Nendaz), położonego ok. 2,5 km poniżej zapory, a szutrowa droga prowadzi aż na skraj korony zapory.